# Gabás (Huesca)
Gabás ist ein spanischer Ort in den Pyrenäen in der Provinz Huesca der Autonomen Gemeinschaft Aragonien. Gabás gehört zur Gemeinde Bailo.